# Atria, instituut voor vrouwengeschiedenis

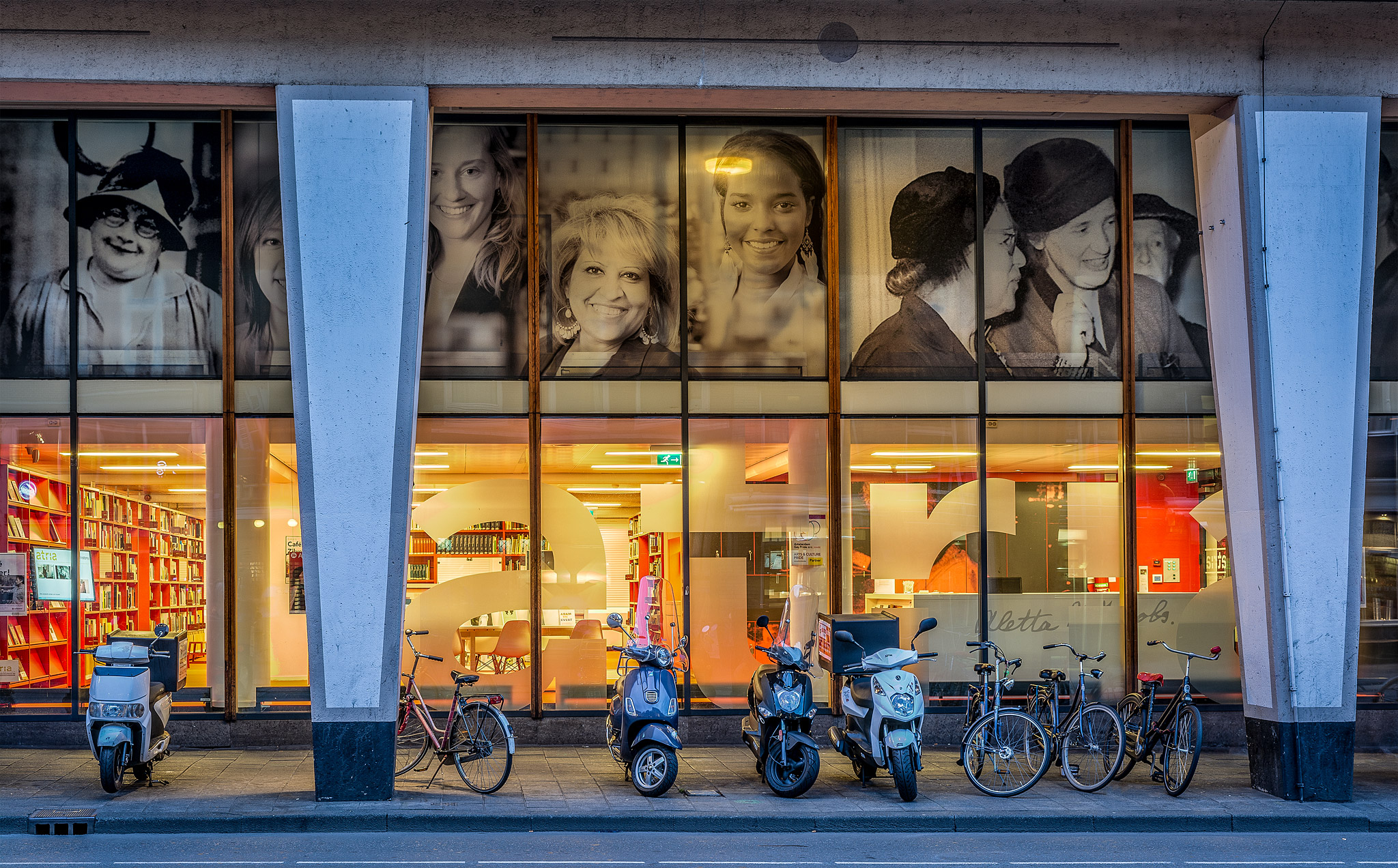
Atria, Vijzelstraat 20, Amsterdam

Atria, kennisinstituut voor emancipatie en vrouwengeschiedenis (deutsch Atria, Kenntnisinstitut für Emanzipation und Frauengeschichte) ist eine niederländische Organisation, die sich für Frauenrechte und Emanzipation einsetzt sowie ein internationales Archiv und eine Bibliothek unterhält.

## Geschichte

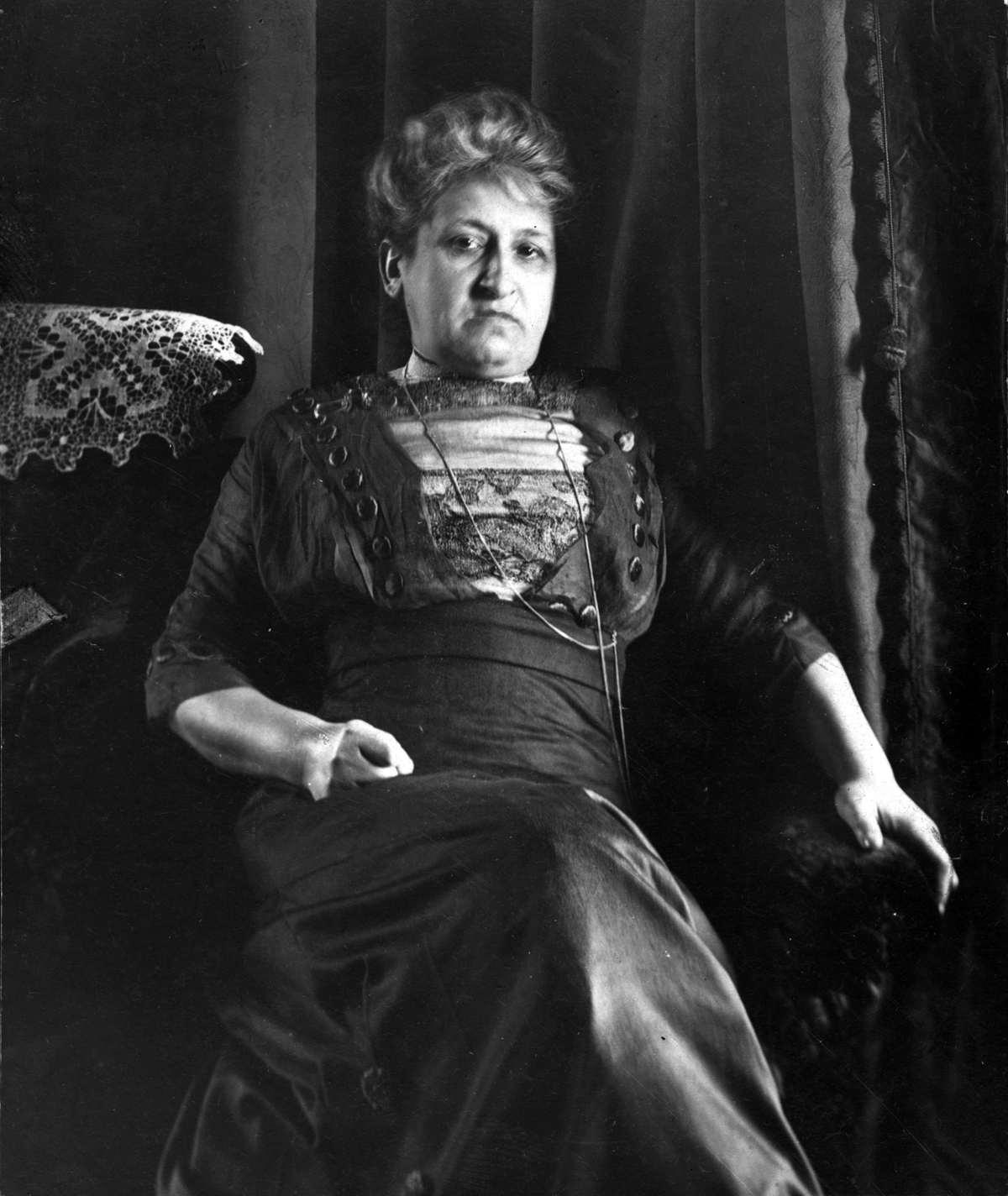
Aletta Jacobs (1912)

Das Institut wurde 1935 unter dem Namen Internationaal Archief voor de Vrouwenbeweging („Internationales Archiv für die Frauenbewegung“, IAV) von Rosa Manus (1881–1943), Johanna Naber (1859–1941) und Willemijn Posthumus-van der Goot (1897–1989) gegründet.
Im Zweiten Weltkrieg wurde das Archiv vom Sicherheitsdienst nach Berlin gebracht und endete in den letzten Kriegstagen im Sudetenland. Teile kamen als sowjetische Kriegsbeute nach Moskau. Die Truppen des amerikanischen Generals George Patton brachten einiges an Material wieder nach Amsterdam zurück. Das Internationale Jahr der Frau 1975 gab wichtige Impulse und öffnete finanzielle Fördermittel für das Archiv.
1988 wurde der Name geändert in Internationaal Informatiecentrum en Archief voor de Vrouwenbeweging („Internationales Informationszentrum und Archiv für die Frauenbewegung“, IIAV). Seit August 2009 nennt sich die Organisation Aletta, instituut voor vrouwengeschiedenis („Aletta, Institut für Frauengeschichte“) und hatte ihren Sitz in Amsterdam-Oost in der früheren Gerhard-Majella-Kirche am Obiplein. Seit September 2011 hat das A.i.v. v. in der Vijzelstraat, in der Innenstadt von Amsterdam, seinen Hauptsitz.  Der Name „Aletta“ ist eine Ehrenbezeichnung an Aletta Jacobs (1854–1929), Vorkämpferin für Frauenrechte und die erste Frau in den Niederlanden, die ihr Studium beendete und Ärztin wurde. Für das Institut arbeiten circa 30 festangestellte Mitarbeiter. Für Studenten, Wissenschaftler und Interessierte werden regelmäßig Lesungen und Zusammenkünfte organisiert. Das „IIAV“ erhielt 2000 den „Joke Smit-prijs“, eine Auszeichnung der niederländischen Regierung für eine Person, Gruppe oder Organisation die einen wichtigen Beitrag zur Verbesserung der gesellschaftlichen Position der Frauen geleistet haben.

## Aktivitäten

### Informationszentrum
Das Kenniszentrum (etwa: „Wissenszentrum“ bzw. „Informationszentrum“) besitzt sehr viele Dokumente für Wissenschaftler, Studenten und Dozenten. Auf Anfrage werden auch nähere Informationen und Expertisen an Journalisten, Frauenorganisationen, Programmgestalter und interessierte Institute geliefert. Das Informationszentrum bietet eine Basis für wissenschaftliche Untersuchungen auf dem Forschungsgebiet Frauenbewegungen und Gender. Speziale Themengebiete sind Sexualität, Geschichte und Ethnologie.

### Oral History Methode
Da in der offiziellen Geschichtsschreibung die Hintergründe von marokkanischen, surinamischen und indonesischen Frauen in den Niederlanden kaum Berücksichtigung fanden beziehungsweise finden, sammelt das A.I.v.V. die Geschichte von Migrantenfrauen mit Oral-History-Artikel. Auf der interaktiven Website können Frauen ihre eigene Lebensgeschichte, auch die von ihren Müttern oder Großmüttern, erzählen.

### Bibliothek und Archiv

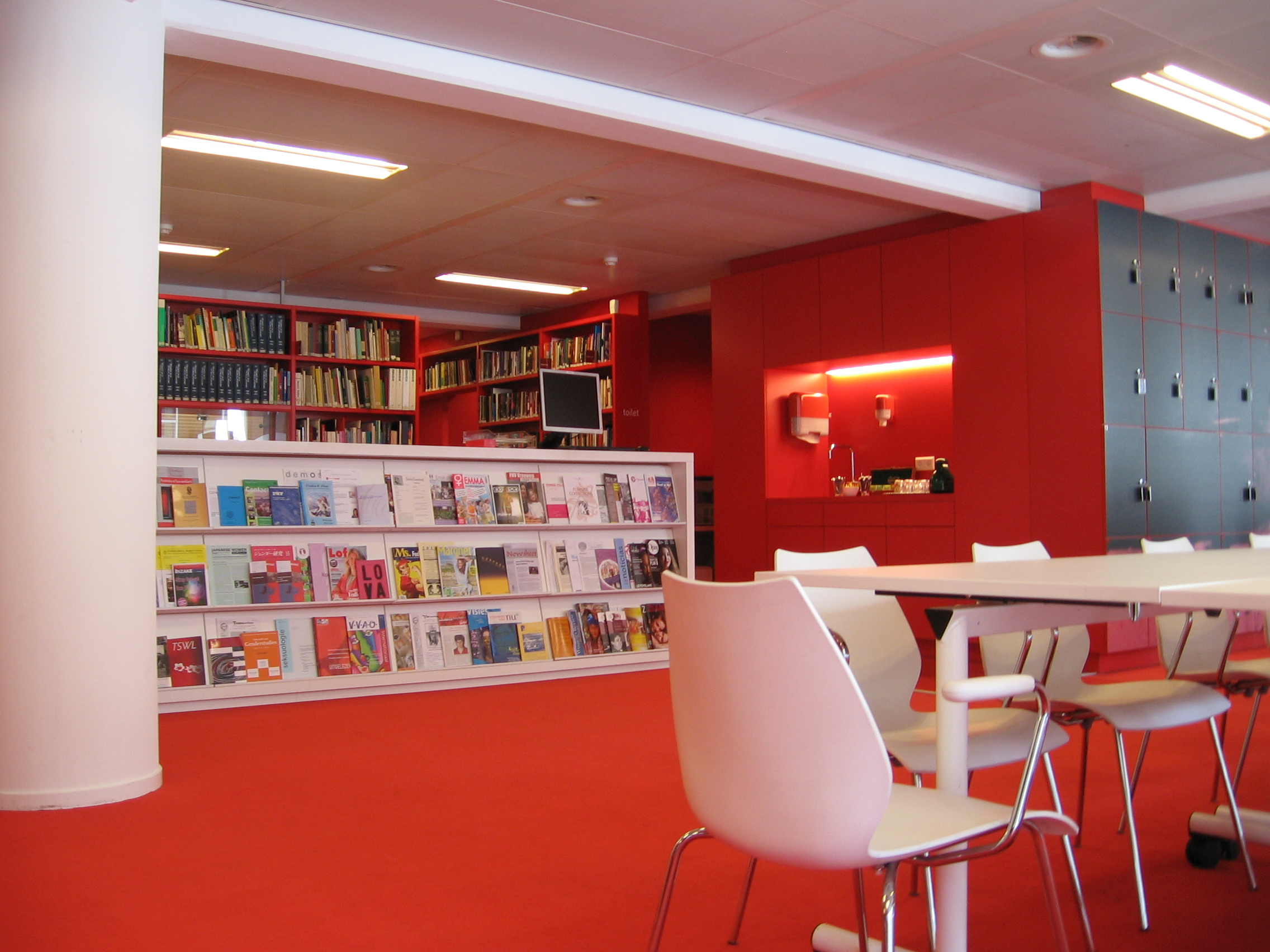
Bibliothek

Das internationale Archiv der Frauenbewegung besteht seit 1935 und enthält Zeitschriften, Bücher, Fotos, musikalische Werke, Tagebücher, Artikel über die Frauenemanzipation und Video-Interviews. Der Bibliotheksbestand umfasst 97.000 Bücher, Broschüren, Rapporte und 7000 Zeitschriften, die in den meisten Bibliotheken in den Niederlanden nicht zu finden sind. Das Aletta-Archiv besitzt 600 verschiedene Archive über Personen und Organisationen.

### Emanzipation
Die Organisation ist bemüht, möglichst umfassendes Material über die Geschichte der Frauenemanzipation zu sammeln. Sie unterstützt weltweit einzelne Frauen und Organisationen, welche Informationen benötigen. Durch die internationalen „Aletta-Projekte“ sollen Frauen ermutigt werden, untereinander Informationen auszutauschen und zum Beispiel auch Netzwerke und Websites aufzubauen. Da noch wenige Informationen über die Emanzipation von Migranten- und Flüchtlingsfrauen bestehen, die in den Niederlanden leben, unterstützt das Institut diese Frauen.

### Aletta van Nu
Aletta van Nu (etwa: „Aletta heute“) besteht als Website seit August 2009 und stellt Frauen vor, die wie Aletta Jacobs ihren eigenen Weg gehen. Zum 75-jährigen Bestehen der Organisation wurde zum ersten Mal der Aletta van Nu-prijs („Aletta-van-Nu-Preis“) vergeben an Laamia Elyounoussi, Eigentümerin eines Reinigungsbetriebes, und Yesim Candan, Gründerin der „Partij een“. Die Jury wählte beide Frauen wegen ihres Einsatzes für Benachteiligte Menschen und für ihre politische Aktivität.

### Zusammenarbeit
Das Aletta, Institut für Frauengeschichte arbeitet in den Niederlanden unter anderem zusammen mit der Marokkanse Vrouwen Vereniging Nederland („Marokkanische Frauenvereinigung Niederlande“), mit dem Projekt Gender und dem Nationaal instituut Nederlands slaverijverleden en erfnis (etwa: „Nationales Institut für die niederländische Vergangenheit der Sklaverei“, NiNsee), dem Instituut voor publiek en politiek (IPP) und der Vereniging voor Vrouwengeschiedenis („Vereinigung für die Geschichte der Frauen“), sowie auf internationaler Ebene mit dem „Projekt European Feminist Forum“, „Woman Peacemakers Program“, „Karat Coalition“ und „Roma Woman’s Initiative“.